# Regência mexicana

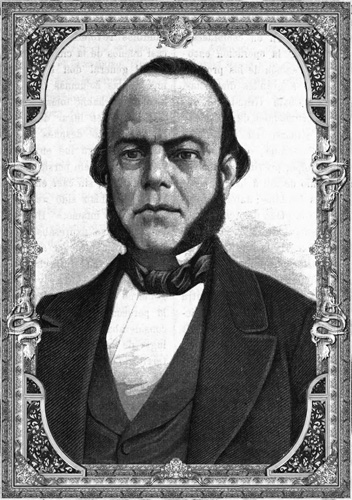
José Isidro Yañez

La  Regência mexicana, o período que se seguiu a aclamação foi provavelmente o mais conturbado da história do México independente. Em uma monarquia, o regente geralmente governa por um desses motivos, mas também pode ser eleito para governar durante o interregno em que a linhagem real morreu. O Primeiro Império Mexicano durou apenas oito meses, de 21 de Julho de 1822 a 19 de Março de 1823, tendo sido único imperador, Agustín de Iturbide. O Segundo Império Mexicano teve uma duração maior que o Primeiro Império (três anos entre 1864 e 1867), no entanto também teve apenas um imperador, Maximiliano de Habsburgo, que foi colocado no trono por realistas mexicanos (Assembleia de Notáveis) a aceitar a coroa do recém-fundado Império Mexicano e persuadido pelo imperador francês Napoleão III.

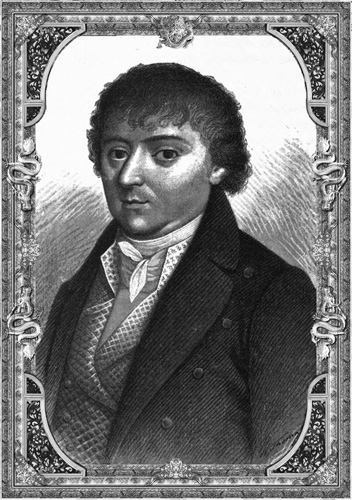
Manuel de Heras Soto

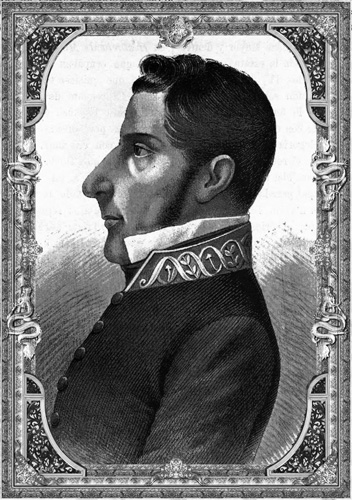
Antonio Pérez Martínez y Robles

## Lista de Regentes de México

### Primeira Regência (1821-1822)
- 28 de Setembro de 1821 - 11 de Abril de 1822 - Agustín de Iturbide
Presidente do Regència
- 28 de Setembro de 1821 - 8 de Outubro de 1821 - Juan O'Donojú  O'Rian
- 9 de Outubro de 1821 - 11 de Abril de 1822 - Antonio Pérez Martínez  Robles
- 28 de Setembro de 1821 - 11 de Abril de 1822 - Manuel de la Bárcena
- 28 de Setembro de 1821 - 11 de Abril de 1822 - José Isidro Yañez
- 28 de Setembro de 1821 - 11 de Abril de 1822 - Manuel Velázquez de León Pérez

### Segunda Regência (1822-1822)
- 11 de Abril de 1822 - 18 de Maio de 1822 - Agustín de Iturbide
Presidente do Regència
- 11 de Abril de 1822 - 18 de Maio de 1822 - José Isidro Yañez
- 11 de Abril de 1822 - 18 de Maio de 1822 - Miguel Valentín Tamayo
- 11 de Abril de 1822 - 18 de Maio de 1822 - Manuel de Heras Soto
- 11 de Abril de 1822 - 18 de Maio de 1822 - Nicolás Bravo Rueda

### Terceira Regência (1863-1867)
- 11 de Julho de 1863 - 28 de Maio de 1864 - Juan Nepomuceno Almonte
Presidente do Regència
- 11 de Julho de 1863 - 28 de Maio de 1864 - José Mariano Salas
- 11 de Julho de 1863 - 17 de Novembro de 1863 - Pelagio Antonio de Labastida Dávalos
- 11 de Julho de 1863 - 18 de Outubro de 1864 - Juan Bautista de Ormachea
- 11 de Julho de 1863 - 18 de Outubro de 1864 - José Ignacio Pavón